# بريان بيسون
بريان بيسون (بالإنجليزية: Bryan Beeson)‏ هو لاعب إسكواش بريطاني، ولد في 26 يوليو 1960 في نورثمبرلاند في المملكة المتحدة.

## وصلات خارجية
- بريان بيسون على موقع SquashInfo.com (الإنجليزية)